# Betaalkaart

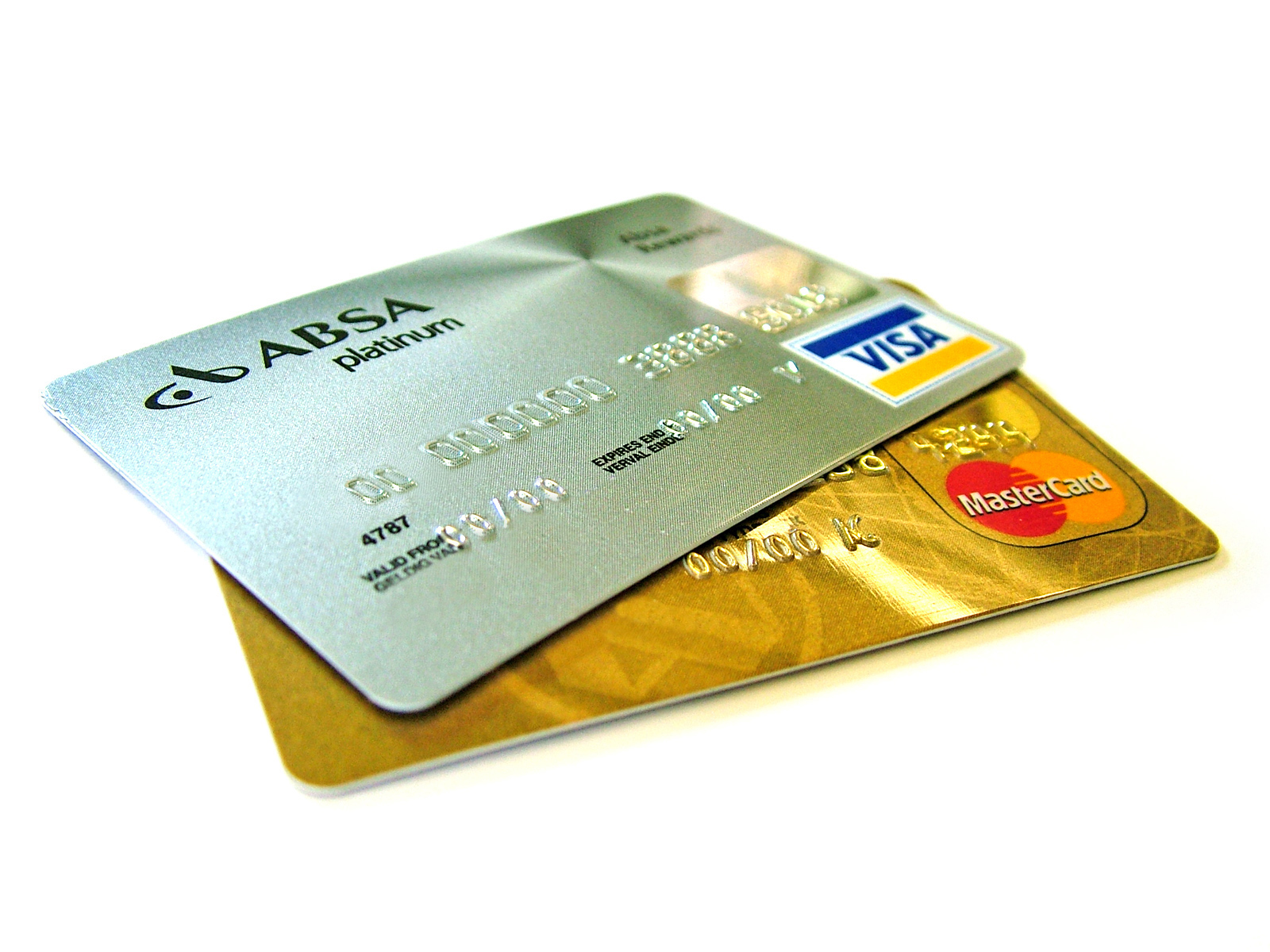
Creditcards

Een betaalpas, betaalkaart, bankkaart of pinpas is een kaart van kunststof waarmee betalingen kunnen worden verricht bij een betaalautomaat. Vaak kan ook geld worden opgenomen bij een geldautomaat. Afhankelijk van de wijze waarop de betalingen worden afgehandeld, is sprake van een:
- creditcard (ook kredietkaart in België[2]): betalingen worden op een later moment (en eventueel in termijnen) verrekend met bijvoorbeeld Mastercard, VISA of American Express.
- debetkaart (pinpas, betaalpas of bankpas in Nederland, bankkaart in België): bedragen worden afgeschreven van de betaalrekening bij het doen van de betaling of een geldopname. In Nederland meestal Maestro of V PAY, in België Bancontact en Maestro. Op 20 oktober 2021 kondigde Mastercard aan te zullen stoppen met het betaalnetwerk Maestro. Op termijn zullen alle Maestro- en V PAY-kaarten vervangen worden door de kaarten Debit Mastercard en Visa Debit. Vanaf 1 juli 2023 worden er geen nieuwe Maestro-kaarten meer uitgegeven.[3]
- elektronische portemonnee: betalingen worden verrekend met een reeds van de betaalrekening afgeschreven som geld (voormalige Chipknip in Nederland en Proton in België)

Veel betaalkaarten combineren deze functies: de meeste debetkaarten hadden een elektronische portemonnee en fungeren soms ook als creditcard. Betaalkaarten hebben het creditcardformaat van ca. 5,4 cm bij 8,6 cm (volgens ISO 7810). De logo's van het interbancair netwerk op passen en betaalautomaten helpen consumenten beoordelen of geld opnemen en betalen kan (bijvoorbeeld in het buitenland). Voor de autorisatie en verwerking van de betalingen zijn de kaarten doorgaans voorzien van:
- een aan de betaalrekening van de houder gekoppeld rekeningnummer of creditcardnummer,
- de naam van de kaarthouder,
- een chip, magneetstrip, handtekening van de houder en/of NFC-tag voor draadloos betalen,[4]
- echtheidskenmerken zoals een hologram, het logo van de bank die de kaart uitgeeft en/of andere kenmerken.

## Betalen

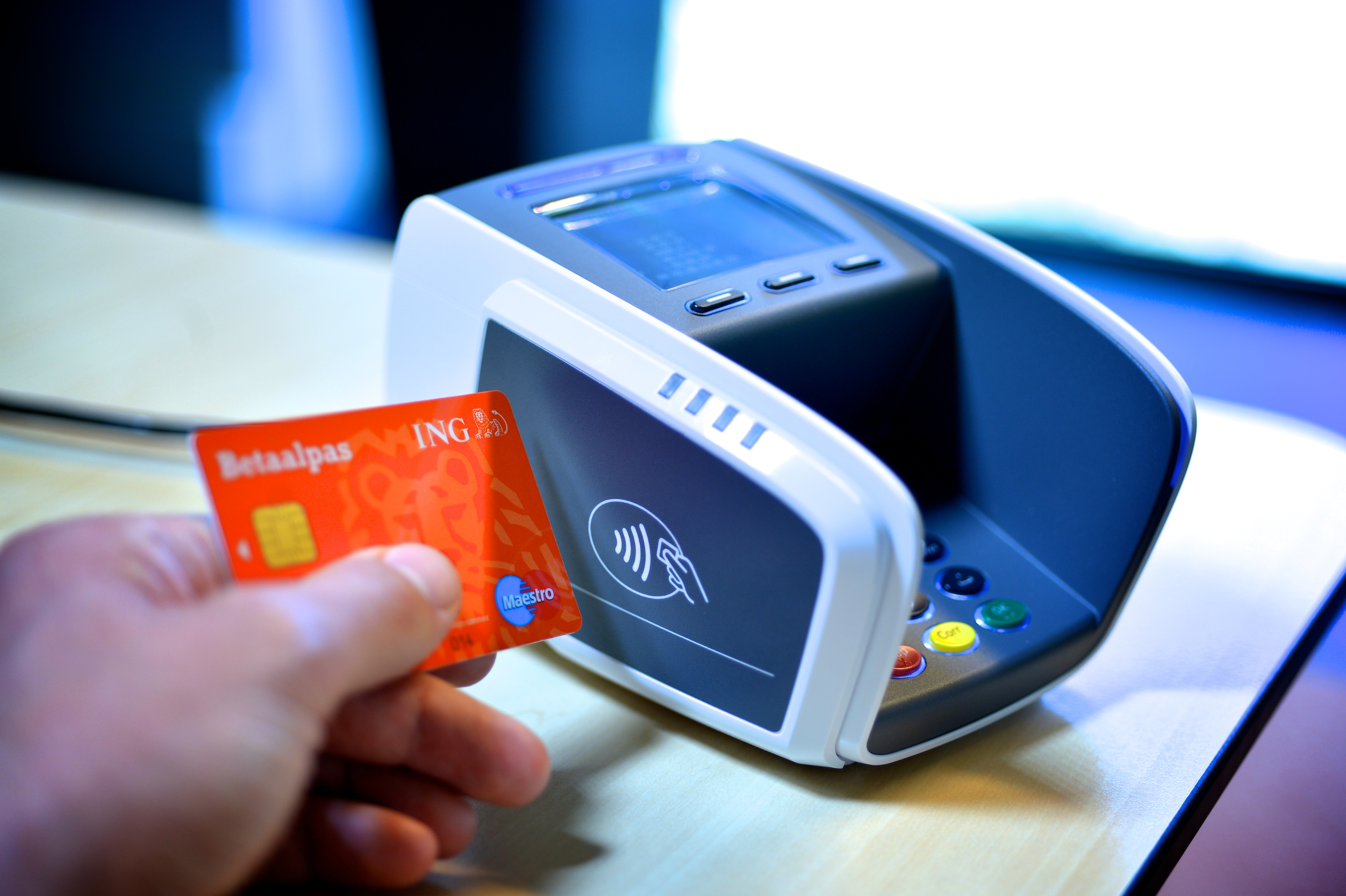
Automaat voor onder meer contactloos betalen. Bij het getoonde type automaat moet de pas (anders dan getoond) plat tegen (of vlak bij) de zijkant worden gehouden.

Hoe de betaling wordt uitgevoerd, hangt af van het type kaart.

### Creditcard
De uitgever van een creditcard verstrekt een lening aan de houder van onbepaalde hoogte, maar wel met een vastgesteld maximum. Wanneer de gebruiker een betaling verricht met de kaart, wordt het geleende bedrag verhoogd met het bedrag van de transactie. Hoe en wanneer de lening wordt terugbetaald, is afhankelijk van de overeenkomst tussen uitgever en gebruiker.
Bij een betaling toont de houder zijn creditcard aan de verkoper of dienstverlener. Deze maakt een slip, een bewijs van de transactie waarop de hoogte van het bedrag en de gegevens van betaler en begunstigde worden ingevuld. Door dit bewijs te ondertekenen wordt de transactie een feit. Doordat dit systeem fraudegevoelig is, worden nieuwere creditcards gekoppeld aan een cijfercode die de gebruiker moet intoetsen.
De creditcard wordt veel gebruikt voor aankopen via internet. Daarbij worden het 16-cijferige creditcardnummer, een 3-cijferige controlegetal (CVC), de vervaldatum en de naam van de houder gebruikt ter authenticatie van de transactie. Doordat al deze gegevens worden verzonden, is deze wijze van betalen uiterst fraudegevoelig.

### Debetkaart
Een debetkaart, ook wel debit card of prepaid creditcard genoemd, is een kaart met een daaraan gekoppeld tegoed.
Voorbeelden zijn de in Nederland gebruikelijke betaalpassen Maestro en V-pay. Het eraan gekoppelde tegoed is dat op de bijbehorende betaalrekening. Anno 2024 is er een overgang gaande naar Debit Mastercard en Visa Debit. Deze zijn ook geschikt voor online betalingen en sluiten beter aan bij het internationale systeem van credit cards en debetkaarten met nummers van 16 cijfers. Vanaf 1 januari 2025 zijn winkeliers en webshops die deze debetkaarten accepteren verplicht ook de Mastercard en Visa credit cards te accepteren, en omgekeerd (Honor All Cards Rule).
Bij de betaling wordt de chip of de magneetstrip op de kaart van de gebruiker gelezen door een betaalautomaat. De gebruiker toetst een cijfercode in waarmee de transactie wordt gevalideerd. Vervolgens wordt het transactiebedrag zichtbaar in een beeldscherm. Door op een toets te drukken geeft de gebruiker toestemming het bedrag van zijn rekening af te schrijven (debet) en bij te schrijven op de rekening van de begunstigde. De betaalautomaat stuurt alle gegevens over de betaling via een dataverbinding naar een tussenpersoon die de transactie verwerkt. In Nederland worden vrijwel alle betalingen verwerkt via equensWorldline. Dit bedrijf of 'tussenpersoon' stuurt de autorisatieaanvraag naar de bank van de kaarthouder. De bank verifieert de gegevens en het banksaldo van de gebruiker. Wanneer het saldo door de betaling niet onder een door de bank vastgesteld minimum komt en als de cijfercode klopt, wordt de transactie definitief. Dit alles kost enkele seconden tijd.
Soms is de kaart of bon slechts de drager van een code, en is de code voldoende voor de betaling. Bij online kopen van een code is een fysieke drager zelfs niet nodig, de code kan na betaling direct op het scherm worden getoond of per e-mail of sms worden verzonden.
Een debetkaart of -code die alleen voor bepaalde goederen of diensten gebruikt kan worden wordt ook wel een cadeaukaart of -code genoemd, hoewel deze ook voor eigen gebruik kan zijn. Het is bijvoorbeeld een normale manier om een Google Play-tegoed aan te vullen, omdat dat niet met een overschrijving kan, en ook niet bij elke bank met iDEAL.

### Contactloos en mobiel betalen
Contactloos betalen is een manier om bij een daarvoor geschikte betaalautomaat van de begunstigde betalingen uit te voeren, met bijvoorbeeld een bankpas of smartphone, waarbij de communicatie tussen pas of smartphone en betaalautomaat zonder fysiek contact verloopt.
Mobiel betalen is een vorm van contactloos betalen met een bestaande debit- of creditcard via een mobiel apparaat, zoals een smartphone of smartwatch. Na de introductie van Apple Pay en Google Pay heeft mobiel betalen een grote vlucht genomen. In 2020 was ruim 12% van alle fysieke betalingen in Nederland mobiel.
Mobiel betalen maakt gebruik van de NFC-chip van het mobiele apparaat en werkt daardoor grotendeels hetzelfde als een 'normale' contactloze betaling. Meestal is de bestaande bank-app in staat om een virtuele betaalkaart op het apparaat aan te maken.

### Elektronische portemonnee

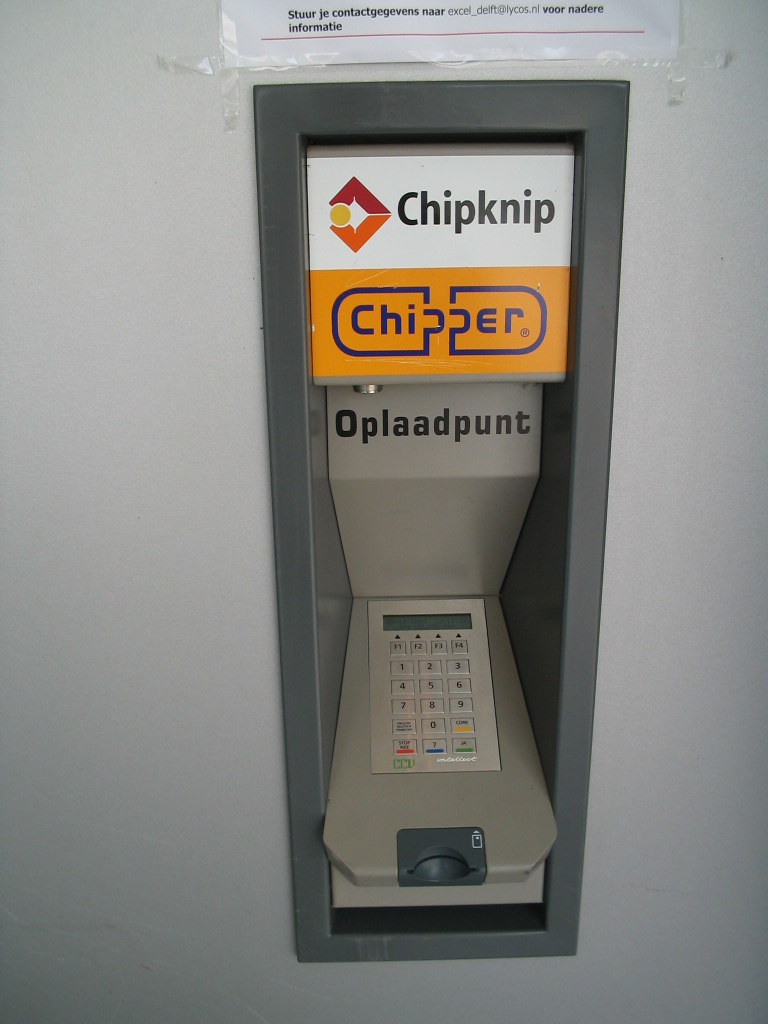
Chipknip oplaadpunt

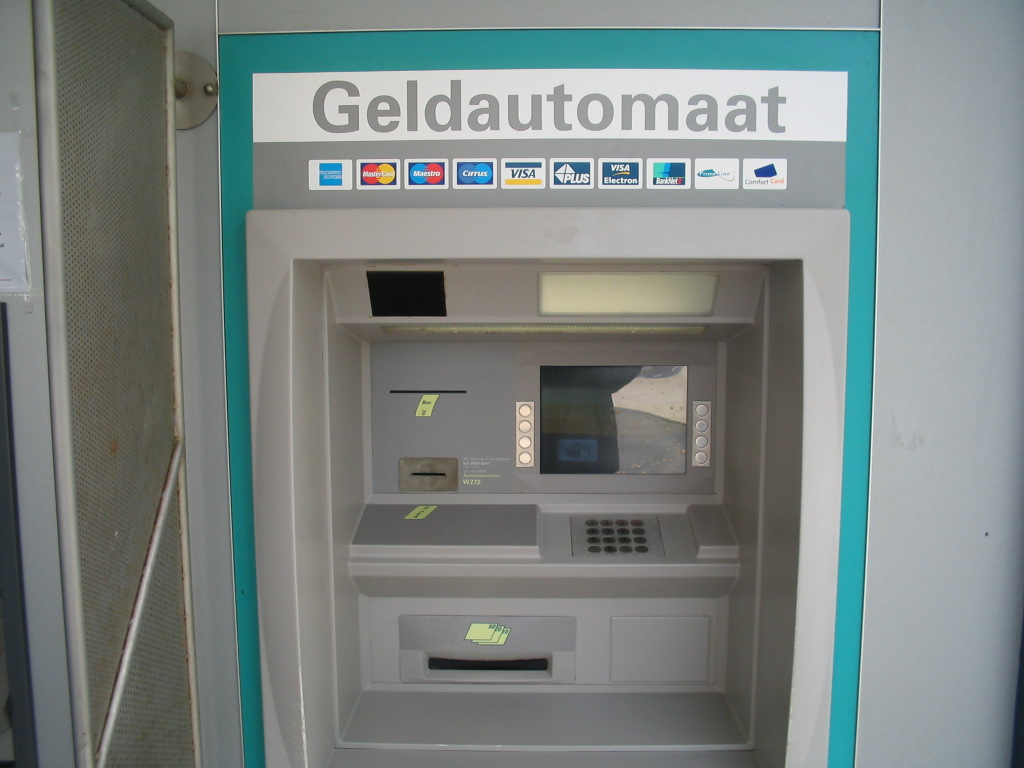
Geldautomaat

Vooraf wordt de chip opgeladen in een speciale geldautomaat. De gebruiker kiest een bedrag dat van zijn bankrekening wordt afgeschreven. Dit bedrag wordt bijgeschreven in het geheugen van de chip. Bij het opladen moet een cijfercode worden opgegeven die dient als handtekening.
Bij de betaling wordt de chipkaart in een betaalautomaat ingevoerd. De verkoper of automaat geeft aan welk bedrag moet worden afgerekend; dit verschijnt in een beeldscherm. De gebruiker drukt op een toets om de betaling goed te keuren. Op dat moment wordt het bedrag in mindering gebracht op het tegoed in de chip, en wordt het tegoed op de betaalautomaat verhoogd met het bedrag.

## Veiligheid

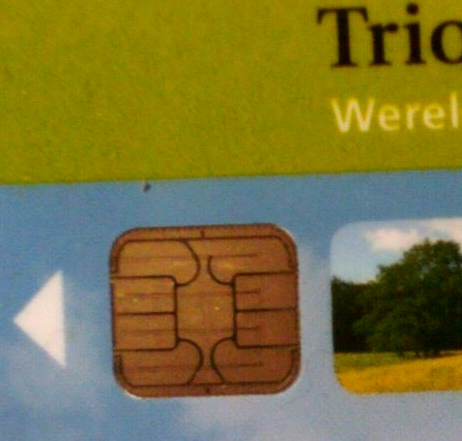
Een chip kan de veiligheid van betaalkaarten verhogen.

De risico's bij het gebruik van betaalkaarten worden gedeeld door de gebruiker en de uitgever. De mate waarin de partijen verantwoordelijk worden gesteld voor (financiële) schade bij misbruik door derden, is afhankelijk van de verwijtbaarheid en de onderling gemaakte afspraken. Een gebruiker die aantoonbaar slordig omgegaan is met zijn betaalkaart (en/of bijbehorende pincode) moet de schade in de regel volledig dragen. Bij vermissing van een betaalkaart moet de gebruiker of houder dit direct melden bij de uitgever. Deze is dan in staat betalingen met die kaart te blokkeren, waardoor misbruik kan worden voorkomen.

### Fraude
Desondanks komt bankkaartfraude op grote schaal voor. Vaak worden betaalkaarten gerold, nadat de dief de cijfercode heeft bemachtigd door mee te kijken bij het intoetsen. Maar veel geavanceerdere methodes komen ook voor.  
Zo hebben criminele bendes begin jaren 2010 geldautomaten uitgerust met kleine toevoegingen die de gegevens van de magneetstrip uitlezen bij het insteken van de kaart: het skimmen. Een niet in het zicht geïnstalleerde camera registreert de cijfercode. Door de gegevens van de magneetstrip te kopiëren op blanco kaarten kan met de bijbehorende cijfercode geld uit automaten worden gehaald. De magneetstrip op betaalkaarten wordt meer en meer vervangen door uitsluitend een chip. Hierdoor is deze fraude afgenomen.
Verder komt het voor dat criminelen berichten sturen via mail, WhatsApp of sms waarin wordt verzocht de bankpas op te sturen. Hierbij doen ze zich voor als medewerkers van bijvoorbeeld een bank. Ze schrijven dan bijvoorbeeld dat de pas verlopen of beschadigd is en dat men een nieuwe pas krijgt als men de oude pas opstuurt naar het in de mail vermelde adres en vragen dan om ter verificatie van de pas de pincode in te voeren via een link in het bericht. Deze link lijkt dan op een link naar de echte site van de bank maar stuurt de gebruiker in werkelijkheid naar een nagemaakte site die sterk hierop lijkt. Op deze manier krijgen ze dan de pas in handen met de bijbehorende pincode en kunnen ze de rekening plunderen.

## Andere betaalkaarten
Veel instellingen en bedrijven hebben een eigen betaalkaartsysteem, meestal in de vorm van een elektronische portemonnee, waarmee leden of werknemers kunnen betalen, bijvoorbeeld voor aankopen uit drank- en snackautomaten en kantines. Ook bibliotheken gebruiken dit systeem. Leden van de bibliotheek kunnen dan saldo storten op hun lidmaatschapskaart. Vaak wordt zo'n kaart ook gebruikt voor het starten van computers, printers en kopieermachines en voor het reguleren van toegang tot een gebouw, afdeling of parkeervoorziening. In die gevallen wordt gesproken van een facility card.
Daarnaast geven bedrijven die zelf geen financiële dienstverlener zijn, soms ook creditcards en debetkaarten uit, in het algemeen in samenwerking met een bank, de private label kaarten. Andersom voorzien sommige banken hun kaarten van speciale functionaliteit, zoals vereenvoudigd betalen voor sportwedstrijden, waarbij beeldmerken van externe partners kunnen worden toegevoegd. De OV-chipkaart kan eveneens als betaalkaart, van het type elektronische portemonnee, worden aangemerkt.

## Voormalig gebruik in combinatie met cheques

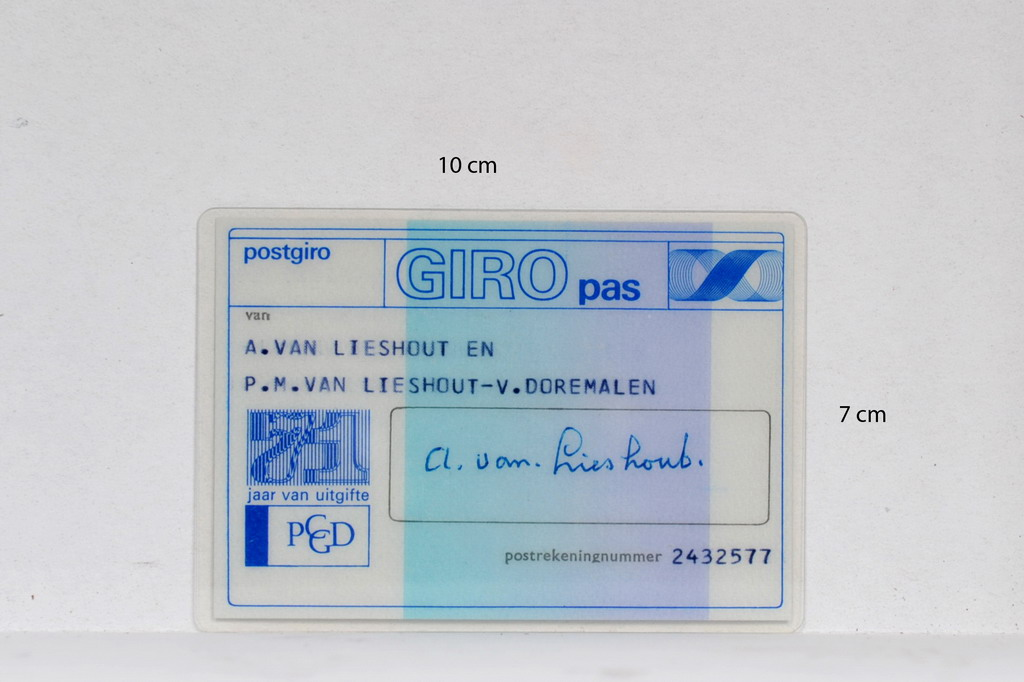
Giropas uit 1971

Voor de invoering van de geld- en betaalautomaat en de pincode was in Nederland een betaalpas of giropas nodig om te tonen bij gebruik van betaalcheque of girobetaalkaart.